# Kastellánoi
Kastellánoi (Kastellanoi Mesis, Kastellanoi Mesi) är en ort i Grekland.   Den ligger i prefekturen Nomós Kerkýras och regionen Joniska öarna, i den västra delen av landet, 400 km nordväst om huvudstaden Aten. Kastellánoi ligger 143 meter över havet och antalet invånare är 496. Den ligger på ön Korfu.
Terrängen runt Kastellánoi är kuperad åt sydost, men åt nordväst är den platt. Havet är nära Kastellánoi åt sydväst. Närmaste större samhälle är Korfu, 7,3 km nordost om Kastellánoi. 